# FIFA Fotbolls-VM 2002
för turneringen, se Världsmästerskapet i fotboll 2002.
FIFA Fotbolls-VM 2002 (engelska: 2002 FIFA World Cup) är det officiella fotbollsspelet för VM 2002, och utgavs av EA Sports.
Spelet är en sammanslagning av spelmotorerna från FIFA 2002 och FIFA 2003, spelet innehåller fortfarande kraftmätaren för skott och crosspassningar, men med en brantare inlärningskurva och större chanser av straffas av domaren. Landslagens matchställ, liksom spelare och anläggningar stämmer med VM. Till skillnad från tidigare spel i FIFA-serien, har spelet originalmusik som spelas av Vancouvers symfoniorkester.
Spelet släpptes till Windows, PlayStation, PlayStation 2, Nintendo GameCube och Xbox.

## Lag
Spelet innehåller alla lag som kvalade in till turneringen:
 Sydkorea

 Japan

 Argentina

 Brasilien

 Ecuador

 Paraguay

 Uruguay

 Mexiko

 USA

 Costa Rica

 Saudiarabien

 Kina

 Kamerun

 Nigeria

 Senegal

 Sydafrika

 Tunisien

 Belgien

 Kroatien

 Danmark

 England

 Frankrike

 Tyskland

 Italien

 Portugal

 Polen

 Irland

 Ryssland

 Slovenien

 Spanien

 Sverige

 Turkiet
Man kan också välja nio andra lag, som inte tog sig vidare från kvalet.
 Australien

 Österrike

 Tjeckien

 Finland

 Grekland

 Israel

 Norge

 Skottland

 Schweiz

## Mottagande
2002 FIFA World Cup fick mest positiv kritik. Gamespot gav Gamecube-versionen 7.4 av 10 i betyg, medan IGN gav den 8.2 av 10. Gamerankings gav 80%.

## Rättegång
Bayern München och tyska landslagets målvakt Oliver Kahn stämde framgångsrikt Electronic Arts för att ha haft med honom i spelet utan hans samtycke trots att EA skrev på ett avtal med FIFPro, organisationen som representerar alla FIFA-spelare.  Detta resulterade i att EA förbjöds sälja exemplar av spelet i Tyskland och tvingades ge Oliver Kahn ekonomisk ersättning.